# キャスパー (ワイオミング州)
キャスパー（英: Casper）は、アメリカ合衆国ワイオミング州ナトロナ郡の都市。郡庁所在地で、唯一の市である。人口は5万9038人（2020年）で、ワイオミング州第2位である。キャスパーは「石油の都市」という渾名があり、近くのティーポットドームの開発時代に遡って、石油ブームやカウボーイ文化の長い歴史がある。
キャスパーはワイオミング州の中東部、ララミー山脈の北端であるキャスパー山の麓、ノースプラット川に沿った位置にある。キャスパーに直接隣接する町には、ミルズ、エバンズビル、バーナンおよびマウンテンビューがある。未編入領域としては、アレンデール、デンプシーエーカーズ、レッドビューツ、インディアンスプリングスなどがある。

## 歴史
キャスパー市は、19世紀半ばにオレゴン・トレイル、カリフォルニア・トレイルおよび、モルモン・トレイルを辿って土地を求める人々が大量に移住した時期に建設されたキャスパー砦のあった位置から東に設立された。この地域は1840年代初期にノースプラット川を渡す渡し船が幾つかあった。1859年、ルイ・ギナールが当初の渡し場だった所近くに橋と交易基地を建設した。
連邦政府が間もなく電報と郵便事業を守るためにその近くに守備隊を配置した。その部隊はウィリアム・O・コリンズ中佐が指揮していた。1864年にコロラド州でサンドクリークの虐殺が起こった後、インディアンによる攻撃が増したことで、その基地の軍隊が増やされ、プラット橋駐屯地と呼ばれるようになった。1865年7月、キャスパー・コリンズ中尉（コリンズ中佐の息子）が基地の近くでインディアン戦士集団に殺された。その3ヶ月後、陸軍の駐屯地はコリンズ中尉に因んでキャスパー砦と改名された。1867年、守備隊はキャスパー砦を放棄し、ボーズマン・トレイル沿いノースプラット川の下流に作ったフェッターマン砦に移るよう命令された。
キャスパーの町自体は砦が閉鎖されてからかなり後に設立された。この町はワイオミング中央鉄道の延伸時に駅ができることを予想した土地開発者によって設立された。ワイオミング州のベッセマーやダグラスとは競合関係にあった。鉄道線終端の有り無しでキャスパーはベッセマーよりに優位にたった。ダグラスも終端があり、今日まで生き残っている。キャスパーが鉄道の終点だったことで、ジョンソン郡戦争での「侵入者」達にとって出発点になった。特別に借り切られた列車がテキサスからキャスパーまで人々を運んだ。

## 経済
キャスパーは国の標準から比較すると小さな都市だが、金融と商業の地域中心である。
1890年代にこの地域で原油が発見されて以来、キャスパーは地域石油産業の中心になった。石油はその歴史の開始当初から傑出した数字を残した。最初に発見されたのは1889年、キャスパーから約40マイル (64 km) 北の有名なソルトクリーク油田であり、1895年にはキャスパーに最初の精製所が建設された。それ以降市内の様々な精製所が建設されたり閉鎖されたりしたが、現在でも続いている。1980年代初期には市内と近郷には3つの精製所があった。残っているものの一つはシンクレア石油会社が運転し、近くのエバンズビルにある。ここ数十年間でワイオミングで石炭とウラニウムの鉱山が開発され、キャスパーがエネルギー産業の中心である位置付けに変わりはない。
キャスパーはかつて西部羊飼育産業でも重要な町だったが、おそらく地域内他の都市と同じ程度ではなかった。1930年代に隣接するエバンズビルに食肉加工工場が建設され、1970年代に産業全体にわたる再構築の中で閉鎖された。

## 地理と気候
キャスパーは北緯42度50分5秒 西経106度19分30秒 / 北緯42.83472度 西経106.32500度 (42.834665, -106.325062)に位置する。標高は約5,100フィート (1.550 m) から5,200フィート (1,580 m) の間にある（コロラド州デンバーよりやや低い）。
アメリカ合衆国国勢調査局に拠れば、市域全面積は24.3平方マイル (62.8 km2)、このうち陸地は24.0平方マイル (62.0 km2)、水面は0.3平方マイル (0.8 km2)で水域率は1.32％である。
2022年12月22日に史上最低気温となる華氏マイナス42度（摂氏マイナス41.1度）を記録した。
| キャスパーの気候       | キャスパーの気候 | キャスパーの気候 | キャスパーの気候 | キャスパーの気候 | キャスパーの気候 | キャスパーの気候 | キャスパーの気候 | キャスパーの気候 | キャスパーの気候 | キャスパーの気候 | キャスパーの気候 | キャスパーの気候 | キャスパーの気候 |
| 月                     | 1月              | 2月              | 3月              | 4月              | 5月              | 6月              | 7月              | 8月              | 9月              | 10月             | 11月             | 12月             | 年               |
| ---------------------- | ---------------- | ---------------- | ---------------- | ---------------- | ---------------- | ---------------- | ---------------- | ---------------- | ---------------- | ---------------- | ---------------- | ---------------- | ---------------- |
| 最高気温記録 °C （°F） | 16 (60)          | 20 (68)          | 24 (75)          | 29 (84)          | 35 (95)          | 39 (102)         | 40 (104)         | 39 (102)         | 36 (97)          | 31 (87)          | 22 (72)          | 17 (63)          | 40 (104)         |
| 平均最高気温 °C （°F） | 0 (32)           | 3 (37)           | 8 (47)           | 13 (56)          | 19 (66)          | 26 (79)          | 31 (87)          | 29 (85)          | 23 (73)          | 15 (59)          | 6 (43)           | 1 (34)           | 14 (58)          |
| 平均最低気温 °C （°F） | −11 (12)         | −9 (16)          | −5 (23)          | −2 (29)          | 3 (38)           | 8 (47)           | 12 (53)          | 11 (52)          | 6 (42)           | 0 (32)           | −6 (21)          | −10 (14)         | 0 (32)           |
| 最低気温記録 °C （°F） | −40 (−40)        | −36 (−32)        | −29 (−21)        | −21 (−6)         | −9 (16)          | −2 (28)          | −1 (30)          | 1 (33)           | −9 (16)          | −19 (−3)         | −29 (−21)        | −41 (−41)        | −41 (−41)        |
| 降水量 mm （inch）     | 14.7 (0.58)      | 16.3 (0.64)      | 22.9 (0.90)      | 38.6 (1.52)      | 60.5 (2.38)      | 36.3 (1.43)      | 32.8 (1.29)      | 18.5 (0.73)      | 24.9 (0.98)      | 29 (1.14)        | 20.8 (0.82)      | 15.7 (0.62)      | 331 (13.03)      |
| 出典：                 |                  |                  |                  |                  |                  |                  |                  |                  |                  |                  |                  |                  |                  |

## 人口動態
以下は2000年の国勢調査による人口統計データである。
| 基礎データ - 人口: 49,644人 - 世帯数: 20,343世帯 - 家族数: 13,141家族 - 人口密度: 800.3人/km2（2,073.2人/mi2） - 住居数: 21,872軒 - 住居密度: 352.6軒/km2（913.4軒/mi2） 人種別人口構成 - 白人: 94.03% - アフリカン・アメリカン: 0.86% - ネイティブ・アメリカン: 1.00% - アジア人:0.49% - 太平洋諸島系: 0.02% - その他の人種: 2.04% - 混血: 1.56% - ヒスパニック・ラテン系: 5.35% 年齢別人口構成 - 18歳未満: 25.9% - 18-24歳: 10.5% - 25-44歳: 27.7% - 45-64歳: 22.3% - 65歳以上: 13.6% - 年齢の中央値: 36歳 - 性比（女性100人あたり男性の人口） - 総人口: 95.0 - 18歳以上: 91.6 | 世帯と家族（対世帯数） - 18歳未満の子供がいる: 31.8% - 結婚・同居している夫婦: 49.6% - 未婚・離婚・死別女性が世帯主: 11.1% - 非家族世帯: 35.4% - 単身世帯: 29.1% - 65歳以上の老人1人暮らし: 10.2% - 平均構成人数 - 世帯: 2.38人 - 家族: 2.94人 収入と家計 - 収入の中央値 - 世帯: 36,567 米ドル - 家族: 46,267米ドル - 性別 - 男性: 34,905米ドル - 女性: 21,810米ドル - 人口1人あたり収入: 19,409米ドル - 貧困線以下 - 対人口: 11.4% - 対家族数: 8.5% - 18歳未満: 15.4% - 65歳以上: 7.3% |

## 教育
キャスパーには、ワイオミング大学のコミュニティカレッジセンターを通じて16の研究部門で学士号を発行するコミュニティカレッジであるキャスパー・カレッジがある。
第1ナトロナ郡教育学区が、16小学校、5中学校および3高校を運営している。高校はケリー・ウォッシュ、ナトロナおよびルーズベルトの3高校である。

## メディア
キャスパーやワイオミング州の他の部分は、州全体に配達される新聞「キャスパー・スタートリビューン」を購読できる。「キャスパー・ジャーナル」は週刊のコミュニティ新聞である。

## スポーツ
キャスパーでは、2009年7月26日にキャスパー催事センターでインドアフットボールのAIFAチャンピオンシップボウルIIIが開催された。
スポーツチームとしては次のものがある。
- ワイオミング・カバルリ、マイナーリーグ・インドアフットボール、アメリカン・インドアフットボール協会所属
- キャスパー・ゴースツ、マイナーリーグ野球、コロラド・ロッキーズ傘下

## 文化

### 博物館と歴史史跡
キャスパーには多くの博物館と歴史史跡がある。
- キャスパー砦博物館と歴史史跡[12]
- 国定歴史の道開設センター、連邦政府が出資し運営する博物館
- ニコライセン美術館[13]
- テイト地質学博物館、キャスパー・カレッジ内[14]
- ワーナー野生動物博物館[15]

### 芸能と音楽
キャスパーには劇を演じられる場所が3カ所ある。キャスパー・カレッジ内のガートルード・クランパート劇場、ステージIIIコミュニティ劇場、およびキャスパー催事センターである。毎年ブロードウェイの旅回り公演である「ブロードウェイ・イン・キャスパー」を見ることができる。
キャスパーはキャスパー・トルーパーズの本拠地である。これはドラムコーインターナショナルに所属するドラムアンドビューグルコーである。またワイオミング交響楽団もある。夏の間、キャスパーの市民バンドがワシントン公園で毎週木曜日の夜に無料コンサートを開いている。ただし天候による。

## 交通

### 高規格道路
州間高速道路
- 州間高速道路25号線、ニューメキシコ州からワイオミング州まで南北に走っている。

アメリカ国道
- アメリカ国道20号線、キャスパー市内を東西に抜ける道であり、市内では州間高速道路25号線と並行する。キャスパーを西に出てから州間高速道路25号線と分かれ、西行を続ける。アメリカ国道20号線の産業道路はノースビバリー通りとイェローストーン・ハイウェイを辿り、西のミルズに至る
- アメリカ国道26号線、キャスパー市内ではアメリカ国道20号線に合流している。アメリカ国道26号線の産業道路はノースマッキンリー通りとイェローストーン・ハイウェイを辿り、西のミルズに至る
- アメリカ国道87号線、キャスパー市内を南北に抜けるが、市内は州間高速道路25号線と並行する

ワイオミング州道
- ワイオミング州道220号線、キャスパーを西に出てアルコバに向かう東西ルート
- ワイオミング州道251号線、キャスパーから南にキャスパー山に登り、ワイオミング州道487号線と繋がる南北ルート
- ワイオミング州道252号線、ポプラ通りとCYアベニュー交差点からキャスパー山に向かう南北ルート
- ワイオミング州道254号線、州間高速道路25号線から南にミルズに至る南北ルート
- ワイオミング州道255号線、州間高速道路25号線からサウスポプラ通りとCYアベニュー交差点までの南北ルート
- ワイオミング州道258号線、州間高速道路25号線からミルズまでの東西環状ルート、大半はキャスパー市の南縁を走る

### 空港
キャスパー市は、第二次世界大戦中に建設された元陸軍航空基地であるナトロナ郡国際空港の定期便を利用できる。現在の空港は爆撃機のために建設されているので多くの滑走路があり、後にバー・ナンとなったキャスパー北の地域空港から置き換わった。

### 公共交通
キャスパー地域の公共交通はキャスパー地域交通連合によって運行されている。

## 著名なキャスパー出身者と住人
- ジョン・バラッソ、ワイオミング州選出アメリカ合衆国上院議員、共和党
- トム・ブラウニング、MLB元投手、完全試合を達成、シンシナティ・レッズ時代にワールドシリーズ制覇
- ディック・チェイニー、ジョージ・W・ブッシュ大統領の副大統領、ジョージ・H・W・ブッシュの時は国防長官、ハリバートンの元CEO、ネブラスカ州で生まれ、キャスパーで育った。
- リン・チェイニー、ディック・チェイニーの妻
- トム・コバーン、オクラホマ州選出アメリカ合衆国上院議員
- マイケル・W・ディーン、著作家
- マイク・デヴロー、MLB野球選手、ロサンゼルス・ドジャースとアトランタ・ブレーブスでワールドシリーズ制覇
- ジーン・ヘンリーミード、フォトジャーナリスト、ワイオミングに関する著作家、著書にキャスパーの100年の歴史に関するCasper Country: Wyoming's Heartlandがある
- マイク・ランシング、MLB元野球選手、二塁手
- クリス・ルドー、カントリーミュージッシャン、2005年にキャスパーで死亡
- ウォーレン・A・モートン（1924年-2002年）、ワイオミング州下院元議長、キャスパーの石油業者、技師
- ガイ・パジェット、政治家、ワイオミング州で初めてゲイを公表し役職者に選ばれた
- ジェイムズ・リーブ、公民権運動活動家、1965年にアラバマ州セルマで殺害された
- マイク・サリバン、1987年から1995年までワイオミング州知事、ビル・クリントン政権時に元在アイルランド大使
- ピート・ウィリアムズ、NBCの特派員、元国防相公共事業担当長官補
- マシュー・シェパード、ゲイの男性で殺人事件の被害者、法律に名を残す
- トマス・E・トローブリッジ、ワイオミング州議会両院の元議員